# Michelle Schuller
Michelle Schuller, née en 1947, est une écrivaine française, lauréate du prix des libraires en 1991.

## Biographie
Michelle Schuller est professeure agrégée de lettres modernes au lycée de Sartrouville et titulaire d'un doctorat en histoire, littérature et civilisation italiennes                     médiévales soutenu à l'Université de la Sorbonne nouvelle-Paris III en 2005.
Elle a écrit trois romans.

## Œuvre

### Romans
- 1990 : Une femme qui ne disait rien, prix des libraires 1991
- 1992 : La Nuit sauvage
- 1993 : Ciel bleu, terre noire

### Livre d’artiste
- 1996 : Transgressions, linogravures de Sotiris Barounas, textes de Michelle Schuller, préface de Gérard-Georges Lemaire. Éditions Eric Koehler

### Thèse
- 2005 : Soi et les autres : étude des relations familiales dans les écrits privés florentins des XIVe – XVe siècles[2].